# زنان در جنگ جهانی دوم

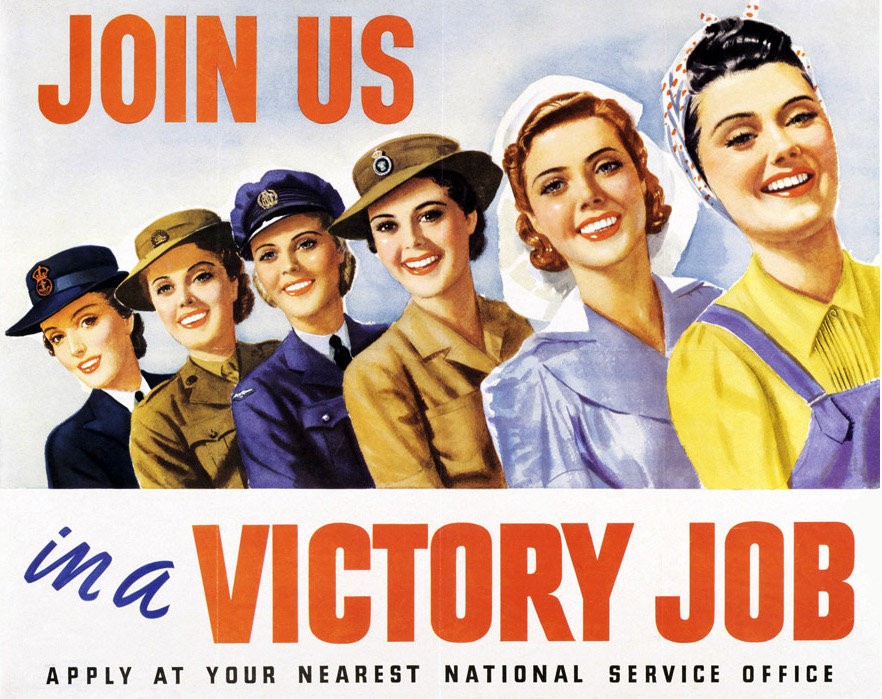
در بسیاری از کشورها زنان تشویق شدند که به شاخه‌های زن نیروهای مسلح ملحق شوند یا در کار صنعتی یا مزرعه شرکت کنند.

زنان در جنگ جهانی دوم نقش‌های مختلفی داشتند. جنگ جهانی دوم درگیری جهانی در مقیاس بی‌سابقه بود؛ فوریت داشتن بسیج کل جمعیت برای جنگ، گسترش نقش زنان را اجتناب‌ناپذیر کرد؛ هرچند نقش‌هایی که به زنان سپرده می‌شدند ممکن بود از کشور به کشور متفاوت باشند. میلیون‌ها زن از سنین مختلف در نتیجه این جنگ، جان خود را از دست دادند.